# Флоринский, Дмитрий Тимофеевич
Дмитрий Тимофеевич Флоринский (2 [14] июня 1889, Киев — 25 ноября 1937, Москва) — российский и советский дипломат, заведующий протокольным отделом Наркомата иностранных дел (1922—1934 годы). Основатель дипломатического протокола СССР. В 1934 году «Дело Флоринского» стало отправной точкой сталинских репрессий против советских дипломатов.

## Биография
Родился 2 (14) июня 1889 в Киеве. Старший сын заслуженного профессора Киевского университета Тимофея Дмитриевича Флоринского и его жены Веры Ивановны Кремковой.
Среднее образование получил в Киевской 1-й гимназии, которую окончил в 1907 году. Высшее — на юридическом факультете университета Св. Владимира в 1911 году. Воинскую повинность отбывал в 14-м саперном батальоне, 17 сентября 1912 года был уволен в запас с производством в прапорщики запаса инженерных войск. С 1911 по 1912 год работал в окружном суде Киева.
В 1913 году поступил на службу в Министерство иностранных дел, был назначен студентом российского посольства в Константинополе. В 1914 году состоял в должности секретаря и драгомана консульства в Алеппо, однако с началом Первой мировой войны отозван от должности. Также работал в Софии. В 1915 году был назначен секретарем консульства в Рио-де-Жанейро. С 1916 года исполнял обязанности вице-консула в Нью-Йорке. Согласно воспоминаниям сотрудника британской МИ-6 капитана Генри Ландау, Флоринский был отстранен от работы в консульстве за прогерманскую деятельность. В 1917 году — титулярный советник, секретарь миссии в Бразилии.
После революции Флоринский был уволен с дипломатической службы. Летом 1919 года прибыл на службу в армию Северной области, с 22 июля 1919 года состоял адъютантом начальника Архангельского гарнизона, служил при штабе генерала Е. К. Миллера. В 1920 году при эвакуации белой армии остался в России.
В конце 1920 года Флоринский был приглашен наркомом Г .В. Чичериным в Наркомат иностранных дел. В 1920—1922 годах был секретарем заместителя наркома М. М. Литвинова. В 1921 году по рекомендации Чичерина был принят кандидатом в члены ВКП(б) (был исключён во время чистки в 1928 году). В 1922—1934 годах занимал должность заведующего протокольным отделом, одновременно в 1922—1929 годах был заведующим подотделом скандинавских стран НКИД СССР. По некоторым данным Флоринский имел отношения к разведке.
В советской России Флоринский вступил в брак, а потом развелся с артисткой балета Большого театра К. К. Петипа-Чижовой, внучке архитектора М. А. Чижова и балетного деятеля М. И. Петипа.
2 мая 1919 года в Киеве большевиками был расстрелян отец Дмитрия Флоринского. Когда того спрашивали, почему при этом он работает в новом правительстве, то он отвечал: «Неужели же вы откажетесь ездить в автомобиле, если услышите, что где-то произошла автомобильная катастрофа?».
Дмитрий Флоринский разработал «с нуля» новые стандарты дипломатического протокола и этикета. Благодаря ему в новом протоколе были преодолены противоречия между советскими и капиталистическими этическими представлениями. Например, для советских дипломатов было идеологически неприемлемо использовать в церемониях традиционную для таких случаев шляпу-цилиндр, поскольку она ассоциировалась в пропаганде СССР с «акулами капитализма». Поэтому Дмитрий Тимофеевич формально зачислился в резерв при штабе РККА — таким образом он мог официально появляться на дипломатических встречах в военной форме и использовать в качестве головного убора будёновку. Это считается первой ласточкой в создании форменной одежды советских дипломатов. Флоринский разработал первое советское практическое пособие по этикету для зарубежных советских представителей. Кроме того, он сам вел представительскую работу, используя неформальные встречи и мероприятия типа посещения театра или приглашение на игру в бридж. Его заслугой является введение в дипломатической работе НКИДа «территориального принципа».

### Дело Флоринского
7 марта 1934 г. вышло Постановление Президиума ЦИК СССР «Об уголовной ответственности за мужеложство», до этого времени указанное явление в СССР не являлось уголовно наказуемым деянием. Вскоре состоялось знаменитое «дело Флоринского» — сталинская «чистка» НКИДа СССР, в результате которой задним числом (в нарушение принципа обратной силы закона) были репрессированы по обвинению в «мужеложстве» многие его работники. 3 июня зампред председателя ОГПУ Я. С. Агранов доложил И. В. Сталину, что при «ликвидации очагов гомосексуалистов» был «выявлен» Флоринский, а в ходе допроса он якобы признался в однополых связях, а также в том, что в 1918 году «являлся платным немецким шпионом, будучи завербованным секретарем германского посольства в Стокгольме». 27 июля Сталин постановил отстранить от должности и «привлечь к ответственности» дипломата, а также распорядился «проверить весь состав служащих аппарата НКИД», что вылилось в массовые репрессии против сотрудников министерства. Л. М. Млечин предполагает, что в центре несуществующего «заговора гомосексуалистов» хотели поставить бывшего наркома иностранных дел Г. В. Чичерина, однако он к тому времени был глубоко больным человеком и его не тронули.
В тот же день после распоряжения Сталина, 27 июля, Политбюро ЦК вне судебного решения издало постановление об аресте Флоринского, однако он по каким-то причинам оставался ещё некоторое время на свободе. По официальной версии М. М. Литвинов попросил отсрочить арест в связи с необходимостью приёма в Москве эстонской делегации во главе с Ю. Ю. Сельямой. 5 октября Флоринский был арестован, а 23 ноября осуждён на 5 лет за «мужеложство». Находился в заключении в Соловецком лагере. 25 ноября 1937 года Особая тройка УНКВД ЛО приговорила Флоринского к высшей мере наказания. Был включён в список второго соловецкого лимита на расстрел, однако приговор не был исполнен, а сам заключённый был этапирован в Москву. 20 февраля 1939 года по повторному приговору Военной коллегии Верховного cуда СССР он был расстрелян за шпионаж. 20 октября 1992 года был реабилитирован Главной военной прокуратурой РФ.
Ленинский министр Г. В. Чичерин действительно был гомосексуалом. Во время своей работы в НКИДе на ряд постов он назначил своих доверенных людей, среди которых могли быть и гомосексуалы. По некоторым данным, Дмитрий Флоринский также был гомосексуалом. Ряд историков предполагают, что гомосексуальность некоторых советских дипломатов могла стать одной из причин криминализации однополых отношений в СССР.